# Franklin County (Florida)
Das Franklin County ist ein County im Bundesstaat Florida der Vereinigten Staaten. Der Verwaltungssitz (County Seat) ist Apalachicola.

## Geschichte
Das Franklin County wurde am 8. Februar 1832 aus Teilen des Jackson County gegründet und nach Benjamin Franklin benannt.
Teile des 1936 ausgewiesenen Nationalforstes Apalachicola National Forest erstrecken sich im County.

## Geographie
Das County hat eine Fläche von 2687 Quadratkilometern, wovon 1.277 Quadratkilometer Wasserfläche sind. Es grenzt im Uhrzeigersinn an folgende Countys: Gulf County, Liberty County und Wakulla County.

## Demografische Daten
Nach der Volkszählung im Jahr 2010 lebten im Franklin County 11.549 Menschen in 8.652 Haushalten. Die Bevölkerungsdichte betrug 8,2 Einwohner pro Quadratkilometer. Ethnisch betrachtet setzte sich die Bevölkerung zusammen aus 82,6 % Weißen, 13,8 % Afroamerikanern, 0,5 % Indianern und 0,2 % Asian Americans. 1,3 % waren Angehörige anderer Ethnien und 1,7 % verschiedener Ethnien. 4,6 % der Bevölkerung bestand aus Hispanics oder Latinos.
Im Jahr 2010 lebten in 26,0 % aller Haushalte Kinder unter 18 Jahren sowie 34,3 % aller Haushalte Personen mit mindestens 65 Jahren. 64,0 % der Haushalte waren Familienhaushalte (bestehend aus verheirateten Paaren mit oder ohne Nachkommen bzw. einem Elternteil mit Nachkomme). Die durchschnittliche Größe eines Haushalts lag bei 2,29 Personen und die durchschnittliche Familiengröße bei 2,79 Personen.
18,8 % der Bevölkerung waren jünger als 20 Jahre, 28,0 % waren 20 bis 39 Jahre alt, 28,5 % waren 40 bis 59 Jahre alt und 24,7 % waren mindestens 60 Jahre alt. Das mittlere Alter betrug 42 Jahre. 57,6 % der Bevölkerung waren männlich und 42,4 % weiblich.
Das jährliche Durchschnittseinkommen eines Haushalts betrug 37.428 USD, dabei lebten 22,2 % der Bevölkerung unter der Armutsgrenze.
Im Jahr 2010 war englisch die Muttersprache von 93,10 % der Bevölkerung, spanisch sprachen 5,12 % und 1,78 % hatten eine andere Muttersprache.

## Kultur und Sehenswürdigkeiten

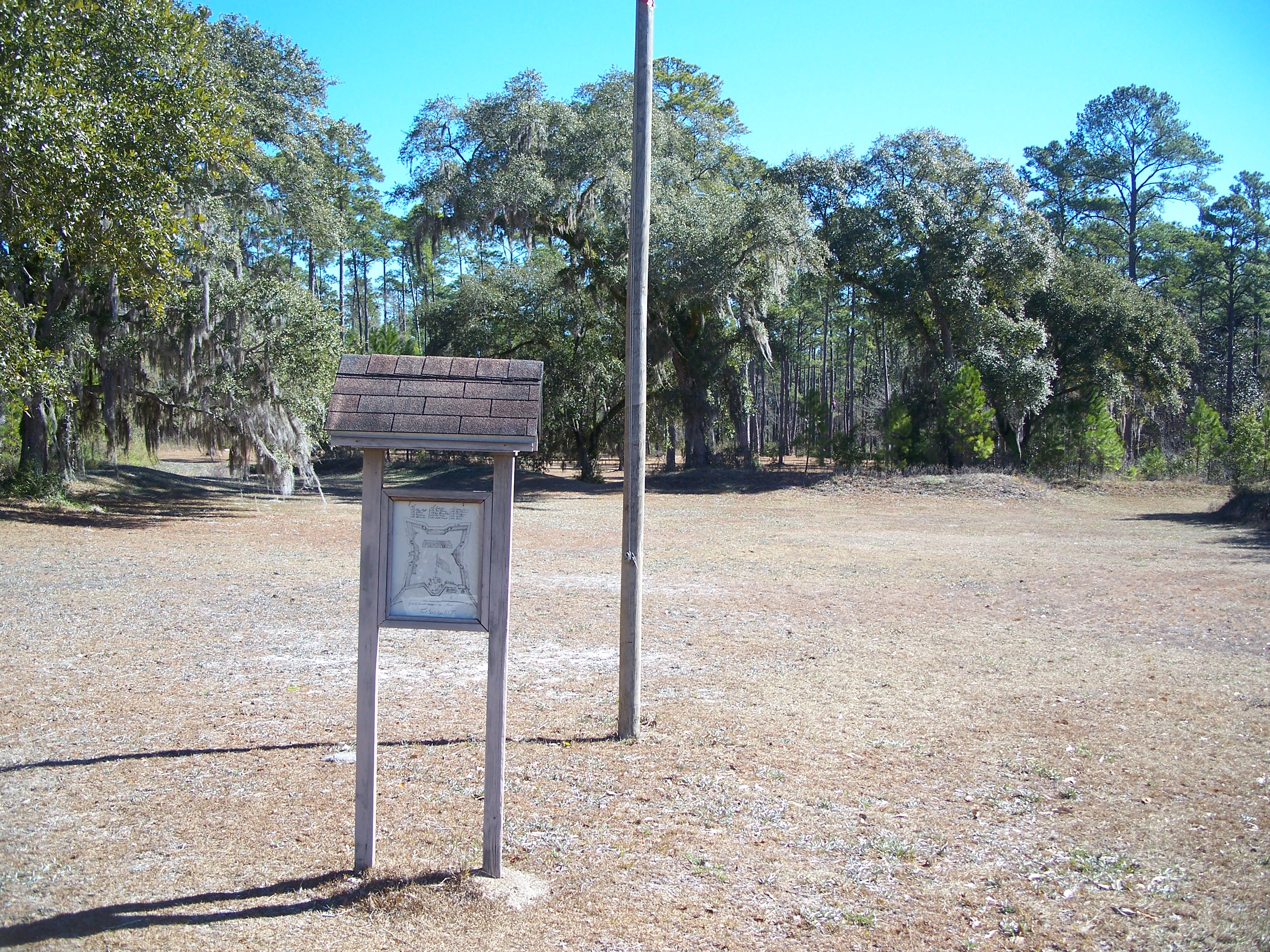
Fort Gadsden Historic Memorial (2011). An dieser auch als Prospect Bluff Historic Sites beziehungsweise British Fort bekannten Stätte erbauten die Briten während des Britisch-Amerikanischen Kriegs ein Fort, das von der United States Army 1816 zerstört und zwischenzeitlich von befreiten Sklaven benutzt wurde. Im Jahr 1818 erbaute James Gadsden hier eine neue Festungsanlage, die aber nach nur drei Jahren wieder aufgegeben wurde. Im Februar 1972 erhielt die Stätte den Status eines National Historic Landmark zuerkannt. Am gleichen Tag folgte der Eintrag in das NRHP.

Neun Bauwerke, Stätten und historische Bezirke (Historic Districts) im Franklin County sind im National Register of Historic Places („Nationales Verzeichnis historischer Orte“; NRHP) eingetragen (Stand 18. Januar 2023), darunter hat das Fort Gadsden Historic Memorial den Status eines National Historic Landmarks („Nationales historisches Wahrzeichen“).

## Orte im Franklin County
Orte im Franklin County mit Einwohnerzahlen der Volkszählung von 2010:
Cities:
- Apalachicola (County Seat) – 2.231 Einwohner
- Carrabelle – 2.778 Einwohner

Census-designated place:
- Eastpoint – 2.337 Einwohner

Die Insel St. George Island, eine Barriereinsel im Golf von Mexiko, bekam am 8. Februar 2012 den Status eines census-designated place und zählte im Jahr 2013 706 Einwohner.